# Nová Kaledonie (ostrov)
Nová Kaledonie (historický název), oficiálně Grande Terre, je největší ostrov francouzského zámořského území Nová Kaledonie. Jeho rozloha je 16 747 km², což je 88% z celkové rozlohy území, táhne se v délce 350 km od severozápadu k jihovýchodu; maximální šířka je 70 km. Nachází se severně od obratníku kozoroha v jihovýchodní Melanésii.

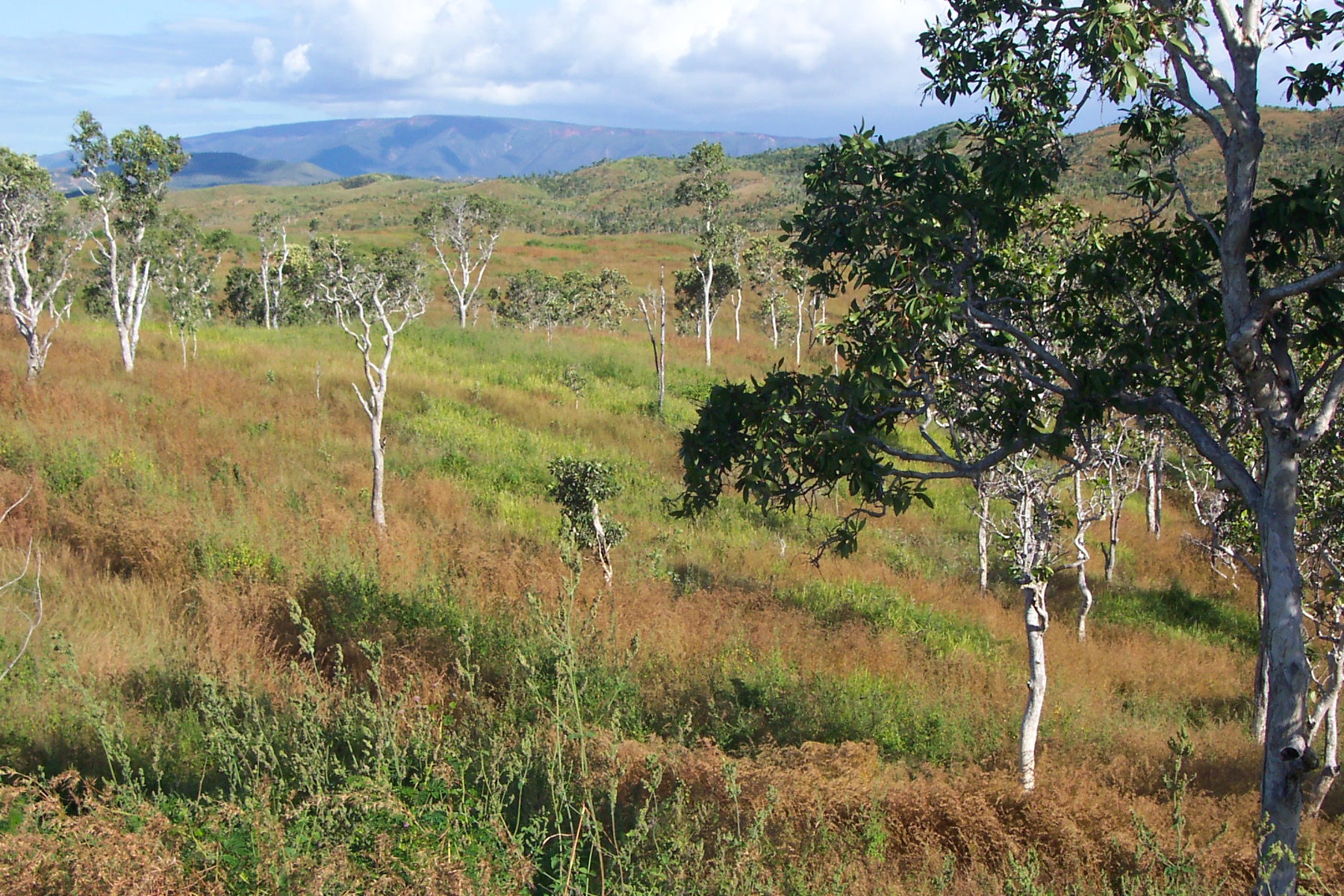
Krajina na severu

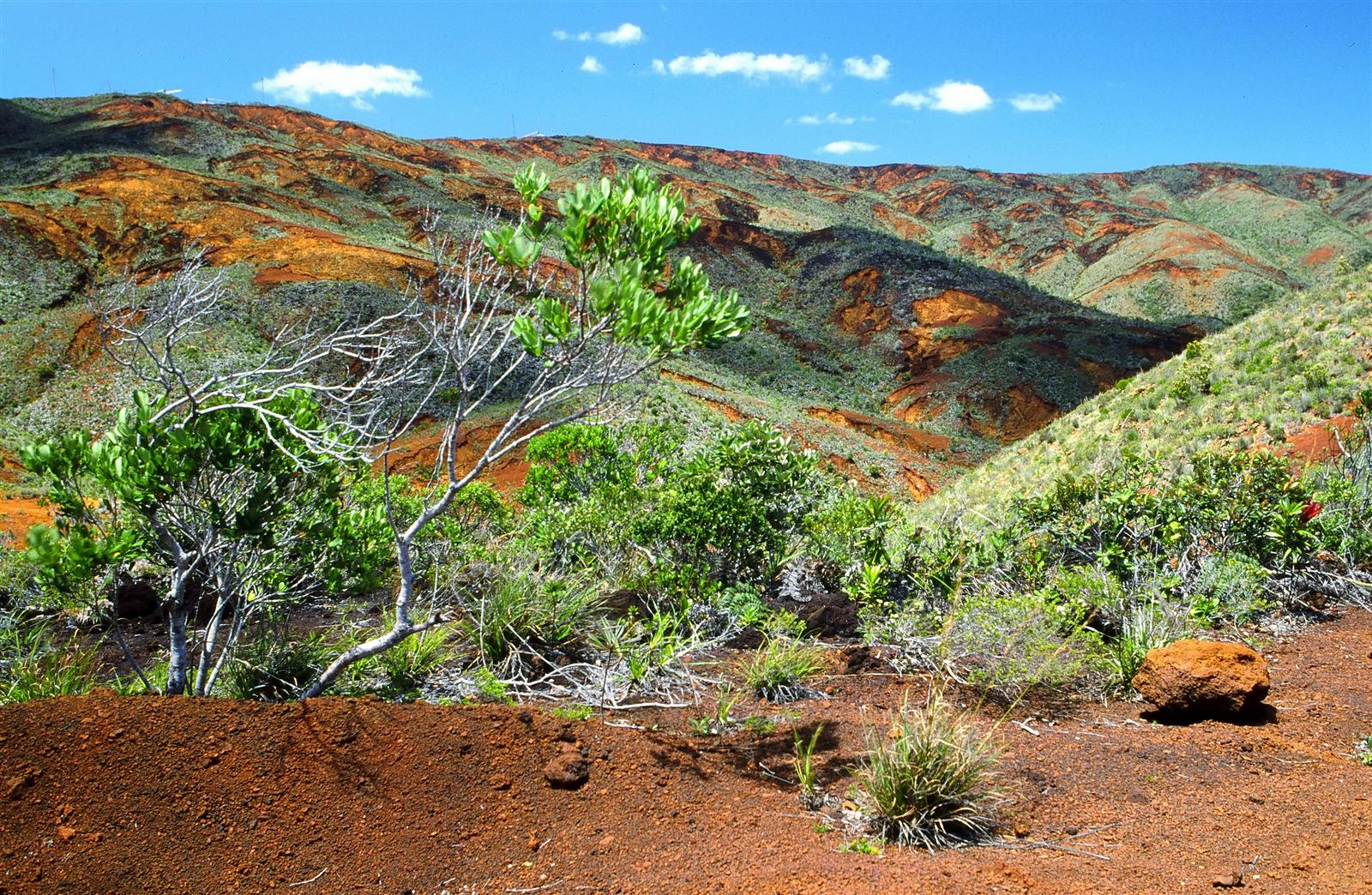
Krajina na jihu

Povrch je hornatý s nejvyšším vrcholem Mont Panié (1628 m n. m.). Centrální část ostrova je pro časté srážky (až 4000 mm ročně) hustě zalesněna, na severozápadě a jihovýchodě převládají savany. Pobřeží je lemováno korálovými útesy.
Ostrov pojmenoval britský mořeplavec James Cook v roce 1774 Nová Kaledonie názvem historického území ve Skotsku. Jméno převzali Francouzi, když ostrov v roce 1853 získali. Protože se název běžně používal i pro celou skupinu ostrovů, začal se od konce 20. století pro odlišení hlavní ostrov označovat Grande Terre, „Velká země“.